# Numenéra
 (février 2025).
Si vous disposez d'ouvrages ou d'articles de référence ou si vous connaissez des sites web de qualité traitant du thème abordé ici, merci de compléter l'article en donnant les références utiles à sa vérifiabilité et en les liant à la section « Notes et références ».

Numenéra est un jeu de rôle sur table américain de science fantasy écrit par Monte Cook et publié par Monte Cook Games en 2013. L'univers du jeu est situé dans un avenir lointain.

## Univers
Numenéra est un jeu de rôle se déroulant plusieurs millions d'années après aujourd'hui, dans le futur très lointain du 9e Monde. Ce nombre fait référence aux huit mondes, ou ères, qui ont précédé la période de jeu. Elles constituent autant de périodes d'inventions et d'évolution formidables aujourd'hui perdues.
La Terre est retournée à un stade quasi-antique dans une ambiance de fin du monde. Cependant, des objets et artefacts des ères passées ressurgissent parfois. La population n'en comprend pas toujours le fonctionnement, et les utilise parfois à des fins différentes de ce pour quoi ils ont été conçus. Ils n’en sont pas moins des atouts utiles, voire indispensables, à la survie de la population... Les enjeux de Numenéra résident dans la capacité de personnages héroïques à mettre au jour ces traces des mondes anciens et à faire des découvertes qui permettront à leurs pairs de survivre quelques mois, quelques semaines de plus.

## Système de jeu
Le système repose sur une combinaison caractéristiques/compétences. Les compétences, non chiffrées, possèdent deux niveaux, normal et avancé. Elles permettent de faire baisser la difficulté d'une action d'un ou deux crans, diminuant de trois (six pour une compétence avancée) la valeur minimum à faire avec un dé à vingt faces (1d20) pour réussir.
Les caractéristiques sont au nombre de trois. Might gouverne la force brute des personnages et leur résistance, Speedleur réflexe et leur agilité et Intellect leurs capacités intellectuelles. Les caractéristiques fonctionnent comme des réserves de points d'effort à dépenser pour faciliter voire garantir une réussite. Elles sont déclinées en deux valeurs : la première constitue la réserve dans laquelle pioche le joueur, tandis que la seconde influe sur le coût d'un effort. Une troisième valeur, commune à toutes les caractéristiques, indique le nombre d'efforts que le personnage peut réaliser en une seule action. Chaque effort permet de diminuer la difficulté d’une action d’un cran supplémentaire. Outre ces éléments, les personnages disposent d’avantages et de capacités spéciales, ayant chacun leurs propres règles et offrant divers bonus et pouvoir.
La création de personnage consiste à compléter la phrase « Je suis un (nom) (adjectif) qui (verbe) ». Le nom correspond à l'archétype du personnage : Glaive (combattant), Nano (intellectuel dont la maîtrise de la technologie ancienne passe pour une forme de magie) ou Jack (pluridisciplinaire). Cet archétype définit les caractéristiques de base du personnage et les avantages liés à sa progression. L'adjectif (descriptor en VO) donne accès à un package préconstruit de bonus et compétences. Il peut par exemple s'agir de charmeur, fort, etc. Enfin, le verbe, ou focus, définit l'activité réelle du personnage. Dans le cadre de Numenéra, elles placent les personnages au-dessus du commun des mortels, ce qui se concrétise par le gain d'une capacité spéciale puissante et quasi-surnaturelle. Selon les cas, il ne s’agit pas forcément d’une profession. On trouve par exemple « assassine » ou encore « vit dans la nature ».
L'évolution des personnages se fait par l'obtention de points d'expérience. Le système de gain favorise l'exploration plutôt que l'éradication de monstres, ainsi que travail d'équipe, en imposant dans certains cas de donner l'un des points d'expérience reçus à un autre personnage. Les points d'expérience permettent d'améliorer les caractéristiques. Toutes les quatre améliorations, les personnages changent de niveau (ces derniers sont appelés Tiers) jusqu'à un maximum de 6. Chaque niveau s’accompagne de nouvelles capacités spéciales en fonction de l'archétype du personnage.